# Grosourdya quinquelobata
Grosourdya quinquelobata är en orkidéart som först beskrevs av Rudolf Schlechter, och fick sitt nu gällande namn av Leslie Andrew Garay. Grosourdya quinquelobata ingår i släktet Grosourdya och familjen orkidéer.
Artens utbredningsområde är Sulawesi. Inga underarter finns listade i Catalogue of Life.